# Chinese Super League (2006)
Rozgrywki 2006 były 3. sezonem w historii profesjonalnej Super League. Tytułu mistrzowskiego broniła Dalian Shide. Sezon toczył się systemem kołowym. Udział w nim wzięło trzynaście zespołów z poprzednich rozgrywek (Sichuan Guancheng wycofał się przed startem sezonu) i dwie drużyny, które awansowały z China League One. Po sezonie z ligi spadł zespół Chongqing Lifan. Mistrzostwo zdobyła drużyna Shandong Luneng Taishan.

## Zespoły
| Uczestnicy poprzedniej edycji                                                                                 | Uczestnicy poprzedniej edycji | Uczestnicy poprzedniej edycji | Uczestnicy poprzedniej edycji |
| --- | ----------------------------- | ----------------------------- | ----------------------------- |
| GUO | Beijing Guo’an                |                               |                               |
| CHL | Chongqing Lifan               |                               |                               |
| DAL | Dalian Shide                  |                               |                               |
| INT | Inter Shanghai                |                               |                               |
| LZH | Liaoning Whowin               |                               |                               |
| QIN | Qingdao Zhongneng             |                               |                               |
| SLT | Shandong Luneng Taishan       |                               |                               |
| SSH | Shanghai Shenhua              |                               |                               |
| UNI | Shanghai United               |                               |                               |
| GIN | Shenyang Ginde                |                               |                               |
| SHE | Shenzhen Ruby                 |                               |                               |
| TED | Tianjin Teda                  |                               |                               |
| WUH | Wuhan Optics Valley           |                               |                               |
| Awans z China League One 2005                                                                                 |                               |                               |                               |
| YAT | Changchun Yatai               |                               |                               |
| XIA | Xiamen Lanshi                 |                               |                               |
| Oznaczenia: - kolumna pierwsza – skróty nazw drużyn, - kolumna trzecia – miejsce zajęte w poprzednim sezonie. |                               |                               |                               |

Sichuan Guancheng wycofał się przed rozpoczęciem rozgrywek.

## Tabela
| Lp. | Klub                    | M  | Z  | R  | P  | B+ | B- | Pkt. | Uwagi                              |
| --- | ----------------------- | -- | -- | -- | -- | -- | -- | ---- | ---------------------------------- |
| 1   | Shandong Luneng Taishan | 28 | 22 | 3  | 3  | 74 | 26 | 69   | Mistrzostwo, zdobywca Pucharu Chin |
| 2   | Shanghai Shenhua        | 28 | 14 | 10 | 4  | 37 | 19 | 52   |                                    |
| 3   | Beijing Guo’an          | 28 | 13 | 10 | 5  | 27 | 16 | 49   |                                    |
| 4   | Changchun Yatai         | 28 | 13 | 7  | 8  | 41 | 26 | 46   |                                    |
| 5   | Dalian Shide            | 28 | 13 | 6  | 9  | 43 | 29 | 45   |                                    |
| 6   | Tianjin Teda            | 28 | 10 | 10 | 8  | 40 | 38 | 40   |                                    |
| 7   | Shanghai United         | 28 | 9  | 12 | 7  | 32 | 25 | 39   |                                    |
| 8   | Xiamen Lanshi           | 28 | 9  | 11 | 8  | 28 | 27 | 38   |                                    |
| 9   | Inter Shanghai          | 28 | 8  | 12 | 8  | 33 | 34 | 36   |                                    |
| 10  | Wuhan Optics Valley     | 28 | 8  | 7  | 13 | 28 | 42 | 31   |                                    |
| 11  | Shenzhen Ruby           | 28 | 8  | 6  | 14 | 22 | 42 | 30   |                                    |
| 12  | Liaoning Whowin         | 28 | 6  | 8  | 14 | 24 | 42 | 26   |                                    |
| 13  | Shenyang Ginde          | 28 | 6  | 8  | 14 | 22 | 43 | 26   |                                    |
| 14  | Qingdao Zhongneng       | 28 | 6  | 7  | 15 | 25 | 36 | 25   |                                    |
| 15  | Chongqing Lifan         | 28 | 3  | 7  | 18 | 20 | 51 | 16   | Spadek                             |

## Stadiony
| Zespół                  | Stadion                                                 | Miasto    | Pojemność       |
| ----------------------- | ------------------------------------------------------- | --------- | --------------- |
| Beijing Guo’an          | Stadion Robotniczy                                      | Pekin     | 70 161          |
| Changchun Yatai         | Development Area Stadium                                | Changchun | 25 000          |
| Chongqing Lifan         | Chongqing Olympic Sports Centre                         | Chongqing | 58 680          |
| Dalian Shide            | Jinzhou Stadium                                         | Dalian    | 30 776          |
| Inter Shanghai          | Beijing Fengtai Stadium                                 | Pekin     | 31 043          |
| Liaoning Whowin         | Stadion Olimpijski                                      | Shenyang  | 60 000          |
| Qingdao Zhongneng       | Qingdao Tiantai Stadium                                 | Qingdao   | 20 525          |
| Shandong Luneng Taishan | Jinan Olympic Sports Center Stadium                     | Jinan     | 60 000          |
| Shanghai United         | Yuanshen Sports Centre Stadium                          | Szanghaj  | 20 000          |
| Shanghai Shenhua        | Hongkou Stadium                                         | Szanghaj  | 33 060          |
| Shenyang Ginde          | Stadion Yuexiushan                                      | Kanton    | 35 000          |
| Shenzhen Ruby           | Stadion Shenzhen                                        | Shenzhen  | 33 000          |
| Tianjin Teda            | Tianjin Olympic Center Stadium                          | Tiencin   | 60 000          |
| Wuhan Optics Valley     | Xinhua Road Sports Center / Wuhan Sports Center Stadium | Wuhan     | 32 000 / 52 357 |
| Xiamen Lanshi           | Xiamen Sports Centre Stadium                            | Xiamen    | 32 000          |

## Najlepsi strzelcy
| Poz. | Zawodnik       | Zespół                  | Bramki |
| ---- | -------------- | ----------------------- | ------ |
| 1    | Li Jinyu       | Shandong Luneng Taishan | 26     |
| 2    | Zheng Zhi      | Shandong Luneng Taishan | 21     |
| 3    | Luis Ramírez   | Shanghai Shenhua        | 13     |
| 4    | Vicente        | Inter Shanghai          | 11     |
| 5    | Han Peng       | Shandong Luneng Taishan | 10     |
| 5    | Zou Yougen     | Xiamen Lanshi           | 10     |
| 5    | Zoran Janković | Dalian Shide            | 10     |

## Frekwencja
- Suma kibiców: 2 228 300
- Średnia frekwencja w sezonie: 10 611

| Zespół                  | Średnia frekwencja |
| ----------------------- | ------------------ |
| Shandong Luneng Taishan | 30 679             |
| Tianjin Teda            | 18 071             |
| Inter Shanghai          | 17 286             |
| Beijing Guo’an          | 13 571             |
| Shanghai Shenhua        | 12 786             |
| Wuhan Optics Valley     | 10 500             |
| Shenzhen Ruby           | 10 071             |
| Changchun Yatai         | 8 607              |
| Xiamen Lanshi           | 8 071              |
| Liaoning Whowin         | 6 929              |
| Chongqing Lifan         | 6 536              |
| Qingdao Jonoon          | 6 071              |
| Dalian Shide            | 5 043              |
| Shenyang Ginde          | 2 750              |
| Shanghai United FC      | 2 193              |